# Christine Buchegger
Christine Buchegger (Wenen, 19 november 1942 – München, 3 maart 2014) was een Oostenrijks actrice.

## Levensloop en carrière
Buchegger werd geboren in Wenen. Ze studeerde aan het Max Reinhardt-seminarie in Wenen. Hierna speelde ze vooral in het kunstvorm. Zo speelde ze onder meer in het stuk Lear in 1973 en Drei Schwestern in 1978, geregisseerd door Ingmar Bergman. Haar bekendste rol was in Uit het leven van marionetten, opnieuw geregisseerd door Bergman. Ze speelde ook gastrollen in Der Alte en Derrick.
Buchegger overleed in 2014 op 71-jarige leeftijd.
- Bibsys: 2115138
- Bibliothèque nationale de France: cb15578396s (data)
- Gemeinsame Normdatei: 1048102203
- International Standard Name Identifier: 0000 0003 6476 1207
- Library of Congress Control Number: no2019150567
- Nationale Bibliotheek van Tsjechië: xx0174113
- Système universitaire de documentation: 074133675
- Virtual International Authority File: 264373681